# Yevgeni Podgorny
Yevgeni Podgorny (em russo:  Евгений Подгорный) (Cheboksary, 9 de julho de 1977) é um ex-ginasta russo, que competiu em provas de ginástica artística.
Podgorny é o detentor de duas medalhas olímpicas, conquistadas em diferentes edições. Na primeira, nas Olimpíadas de Atlanta em 1996, subiu ao pódio na prova coletiva como o vencedor, após superar as nações da China e Ucrânia, prata e ouro respectivamente. Quatro anos mais tarde, nos Jogos de Sydney, subiu novamente ao pódio por equipes, agora como medalhista de bronze, em prova vencida pelo time chinês de Yang Wei.